# Epileptiker? - En film om det at have epilepsi
Epileptiker? - En film om det at have epilepsi er en dansk dokumentarfilm fra 1992, der er instrueret af Lars Andersen.

## Handling
Epilepsi er en samling af symptomer, der viser sig ved gentagne anfald udløst fra nerveceller i hjernen. 65.000 mennesker i Danmark har eller har haft epilepsi. Af disse kræver ca. 35.000 behandling. Ved medicinsk behandling gøres 75% anfaldsfrie. De sidste 25% har fortsat anfald. Epilepsi kræver speciallægebehandling. Hvert år opstår 1.500 nye tilfælde af epilepsi i Danmark. Filmen følger tre mennesker med epilepsi og skildrer deres liv og tanker.